# Goodenia viridula
Goodenia viridula är en tvåhjärtbladig växtart som beskrevs av R. Carolin. Goodenia viridula ingår i släktet Goodenia och familjen Goodeniaceae. Inga underarter finns listade i Catalogue of Life.